# Meridyrias infausta
Meridyrias infausta är en fjärilsart som beskrevs av Walker 1857. Meridyrias infausta ingår i släktet Meridyrias och familjen nattflyn. Inga underarter finns listade i Catalogue of Life.